# Слава Амирагов
Слава Љвович Амирагов (рус. Слава Львович Амирагов; Минск, 24. март 1926 — 3. септембар 1990) био је совјетски веслачки репрезентативац, члан Веслачког клуба Крила Совјетов из Москве. Најчешће се веслао у саставу осмерца.
Учествовао је на Летњим олимпијским играма 1952. са осмерцем СССР. Освојили су сребрну медаљу иза осмерца САД.
Совјетски осмерац је веслао у саставу: Јевгениј Браго, Владимир Родимушкин, Алексеј Комаров, Игор Борисов, Слава Амирагов, Леонид Гисен, Јевгениј Самсонов, Владимр Крјуков и кормилар Игор Пољаков.
Четири године касније 1956. у Мелбурну осмерац који је веслао у саставу: Ернест Вербин, Борис Фјодоров, Слава Амирагов, Леонид Гисен, Јевгениј Самсонов, Анатолиј Антонов, Георгиј Гушенко и Владимир Крјуков и кормилар Владимир Петров испао је у полуфиналу.